# 圣保罗-弗洛尼亚克
圣保罗-弗洛尼亚克（法語：Saint-Paul-Flaugnac，法語發音：[sɛ̃ pɔl floɲak]）是法国洛特省的一个市镇，属于卡奥尔区。该市镇于2016年1月1日由原市镇圣保罗-德卢布勒萨克和弗洛尼亚克合并而成，行政中心位于弗洛尼亚克。

## 地理
圣保罗-弗洛尼亚克（44°16'44"N, 1°23'40"E）面积51.15 平方千米，位于法国奧克西塔尼大區洛特省，该省份为法国西南部内陆省份，北起顺时针与科雷兹省、康塔爾省、阿韦龙省、塔恩-加龙省、洛特-加龍省和多尔多涅省接壤。
与圣保罗-弗洛尼亚克接壤的市镇（或旧市镇、城区）包括：卡斯泰尔诺蒙拉捷、蒙杜梅尔克、丰塔讷、蒙费尔米耶、凯尔西地区蒙珀扎。
圣保罗-弗洛尼亚克的时区为UTC+01:00、UTC+02:00（夏令时）。

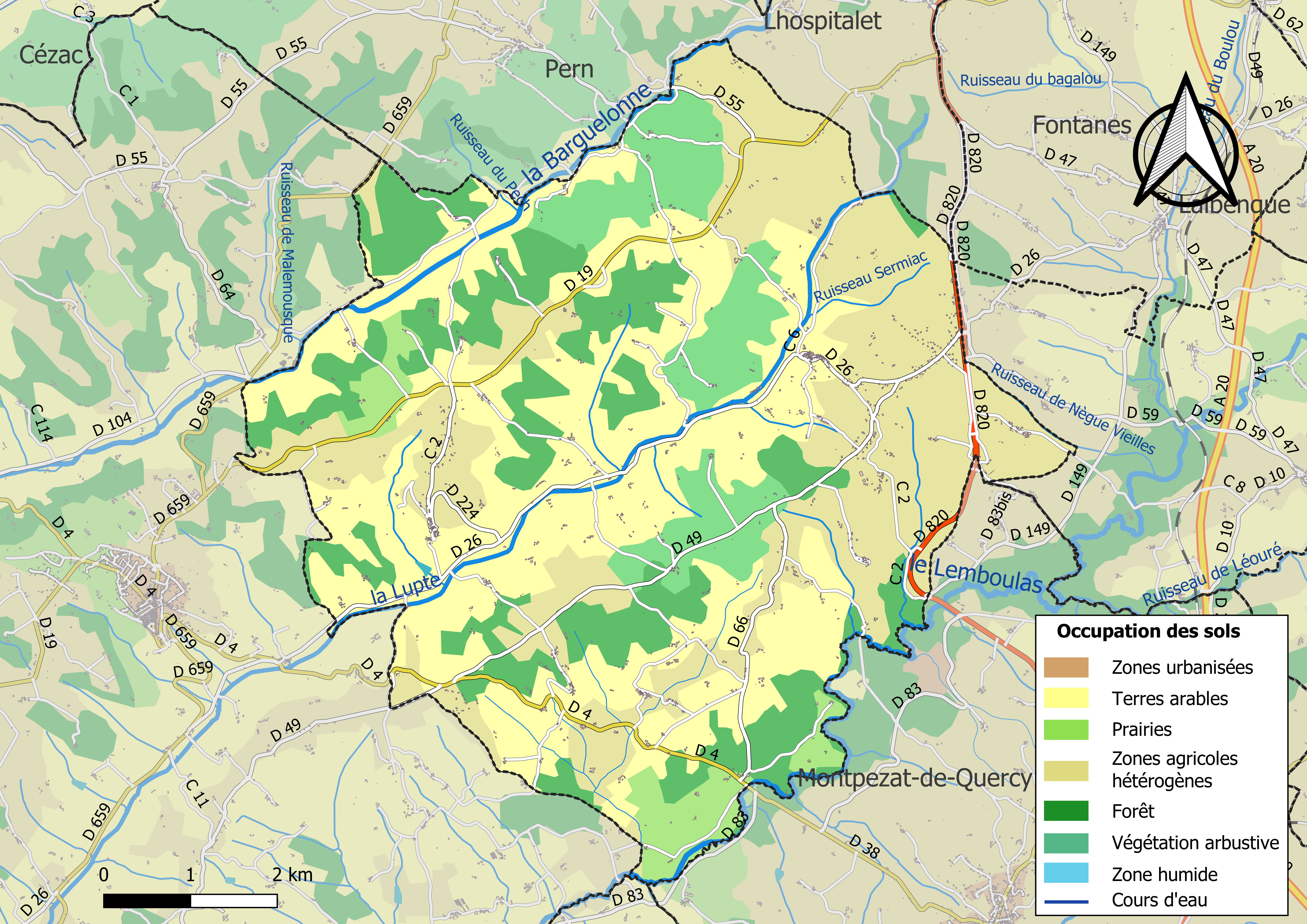
圣保罗-弗洛尼亚克的OSM定位图

## 行政
圣保罗-弗洛尼亚克的邮政编码为46170，INSEE市镇编码为46103。

## 政治
圣保罗-弗洛尼亚克所属的省级选区为南凯尔西边区县。

## 人口
圣保罗-弗洛尼亚克于2022年1月1日时的人口数量为981人。